# Route nationale 26 (Inde)
Pour les articles homonymes, voir Route nationale 26.
La Route nationale 26 (en anglais : National Highway 26, sigle NH 26), une route nationale  en Inde qui commence à Bargarh et se termine à Rajapulova (en).

## Description
La route nationale 26 (NH 26), va de Bargarh dans l’Odisha à Rajapulova (en) dans le district de Vizianagaram de l'Andhra Pradesh.
La NH 26 relie la route nationale 5 et la route nationale 6 en traversant les Ghâts orientaux,
L'extrémité nord, Borigumma, est au carrefour de 2 routes : la route nationale 26 menant à Bargarh et la route nationale 63 , menant à Jagdalpur.
L'extrémité sud, Rajapulova, se trouve sur la route nationale 16, qui relie Calcutta et Chennai.

## Histoire
La NH 26 s'appelait anciennement route nationale 43.